# ルイス・エンリケ・ペニャルベル
ルイス・エンリケ・ペニャルベル・ペレイラ（Luís Enrique Peñalver Pereira、スペイン語発音: [lwis enˈrike peɲalˈβeɾ]、1996年2月10日 - ）は、スペイン・カスティーリャ・ラ・マンチャ州トレド県トレド出身のバドミントン選手。

## 経歴
2014年に中国の南京市で開催されたユースオリンピックにはスペイン代表として参加した。2015年のヨーロッパジュニア選手権にはスペイン代表として出場し、混合団体で金メダルを獲得した。2017年にはルーマニア国際の男子シングルスで優勝し、主要大会で初優勝を果たした。
2019年にスイスで開催された世界バドミントン選手権大会では男子シングルスに出場し、1回戦ではベルギーのMaxime Moreelsに2-0で勝利した。2回戦では日本の桃田賢斗に0-2で敗れたが、逆を突かれたショットに背面からスーパーリターンを返したことで話題となった。

## 成績
BWFインターナショナルチャレンジ/シリーズ
| 年   | 場所           | 相手                         | スコア       | 結果     |
| ---- | -------------- | ---------------------------- | ------------ | -------- |
| 2018 | ウェールズ国際 | アレックス・レーン           | 21–19, 22–20 | 金メダル |
| 2018 | ノルウェー国際 | ラスムス・メッサーシュミット | 12–21, 16–21 | 銀メダル |
| 2017 | スペイン国際   | 五十嵐優                     | 13–21, 14–21 | 銀メダル |
| 2017 | ルーマニア国際 | Pierrick Cajot               | 21–15, 21–17 | 金メダル |

  BWFインターナショナルチャレンジ大会
  BWFインターナショナルシリーズ大会
  BWFフューチャーシリーズ大会